# Ochotona princeps
La pica americana (Ochotona princeps) es una especie de mamífero lagomorfo de la familia Ochotonidae. Es una especie diurna que vive en las montañas del oeste de América del Norte, a menudo en campos rocosos en la línea de vegetación o por encima de ella. Se alimenta de flores y es uno de los lagomorfos más pequeños.

## Descripción
La pica americana es de pequeño tamaño,de forma ovalada, y su pelo es de color marrón. La longitud de su cuerpo oscila entre los 162 a 216 milímetros. Sus patas traseras miden entre 25 y 35 mm y pesan aproximadamente 170 gramos.